# Liste des épisodes de Scrubs

Cet article présente la liste des épisodes de la série télévisée américaine Scrubs.

## Première saison (2001-2002)
1. Mon premier jour (My First Day)
2. Mon mentor (My Mentor)
3. L'Erreur de mon meilleur ami (My Best Friend's Mistake)
4. Mon amie du troisième âge (My Old Lady)
5. Mes deux papas (My Two Dads)
6. Ma bourde (My Bad)
7. Mon ego surdimensionné (My Super Ego)
8. Mon quart d'heure de gloire (My Fifteen Minutes)
9. Mon jour de congé (My Day Off)
10. Mon surnom (My Nickname)
11. Mon Jésus à moi (My Own Personal Jesus)
12. Mon saut dans l'inconnu (My Blind Date)
13. Mon numéro d'équilibriste (My Balancing Act)
14. Mon flirt avec la drogue (My Drug Buddy)
15. Mon aventure avec Elliot (My Bed Banter & Beyond)
16. Mon défouloir (My Heavy Meddle)
17. Mon étudiant (My Student)
18. Mon cœur en miettes (My Tuscaloosa Heart)
19. Mon vieux (My Old Man)
20. Ma décision (My Way or the Highway)
21. Ma peur bleue (My Sacrificial Clam)
22. Mon intuition masculine (My Occurrence)
23. Mon héros (My Hero)
24. Mon dernier jour (My Last Day)

## Deuxième saison (2002-2003)
1. Mon exagération (My Overkill)
2. Ma nuit de garde (My Nightingale)
3. Mon cas d'étude (My Case Study)
4. Ma grande gueule (My Big Mouth)
5. Ma nouvelle blouse (My New Coat)
6. Mon grand frère (My Big Brother)
7. Mes premiers pas (My First Step)
8. Mes petits larcins (My Fruit Cups)
9. Mon jour de chance (My Lucky Day)
10. Mon monstre (My Monster)
11. Mon copain de lit (My Sex Buddy)
12. Mon nouvel ex-amoureux (My New Old Friend)
13. Ma philosophie (My Philosophy)
14. Mon ami, mon frère (My Brother, My Keeper)
15. Son histoire (His Story)
16. Mon karma (My Karma)
17. Mon copain médecin du privé (My Own Private Practice Guy)
18. Ma S.N.C (My T.C.W)
19. Mon royaume (My Kingdom)
20. Mon interprétation (My Interpretation)
21. Ma tragédienne (My Drama Queen)
22. Mon métier de rêve (My Dream Job)

## Troisième saison (2003-2004)
Cette saison de 22 épisodes a été diffusée à partir du 2 octobre 2003.
1. Ma troisième année (My Own American Girl)
2. Mes fidèles amis (My Journey)
3. Ma baleine blanche (My White Whale)
4. Ma nuit de chance (My Lucky Night)
5. Mon frère, où es-tu ? (My Brother, Where Art Thou?)
6. Mes bons conseils (My Advice to You)
7. Mes quinze secondes (My Fifteen Seconds)
8. Mon ami médecin (My Friend the Doctor)
9. Mon vilain secret (My Dirty Secret)
10. Mes règles à respecter (My Rule of Thumb)
11. Ma rupture (My Clean Break)
12. Mon catalyseur (My Catalyst)
13. Mon dieu de porcelaine (My Porcelain God)
14. Ma faute à moi (My Screw Up)
15. Mon mentor torturé (My Tormented Mentor)
16. Mon papillon (My Butterfly)
17. Mon heure de non-vérité (My Moment of Un-Truth)
18. Ma pré-histoire (His Story II)
19. Mon choix cornélien (My Choosiest Choice of All)
20. Ma faute (My Fault)
21. Mon examen de conscience (My Self-Examination)
22. Le Mariage de mon meilleur ami (My Best Friend's Wedding)

## Quatrième saison (2004-2005)
Cette saison de 25 épisodes a été diffusée à partir du 31 août 2004.
1. L'Amie de mon amie (My Old Friend's New Friend)
2. Mes conflits (My Office)
3. Mon nouveau jeu (My New Game)
4. Mon premier meurtre (My First Kill)
5. Son histoire à elle (Her Story)
6. Mon gâteau (My Cake)
7. Mon ennemi commun (My Common Enemy)
8. Ma dernière chance (My Last Chance)
9. Ma délicate décision (My Malpractical Decision)
10. Mon problème avec les femmes (My Female Trouble)
11. Ma licorne (My Unicorn)
12. Mon meilleur souvenir (My Best Moment)
13. Mon infarctus (My Ocardial Infarction)
14. Mon porte-bonheur (My Lucky Charm)
15. Mon serment d'hippocritique (My Hypocritical Oath)
16. Ma quarantaine (My Quarantine)
17. Ma vie devant les caméras (My Life in Four Cameras)
18. Mes colocataires (My Roommates)
19. Mes plans pour faire l'amour (My Best Laid Plans)
20. Mon patron veut se faire coiffer à l'œil (My Boss's Free Haircut)
21. Bouche cousue (My Lips Are Sealed)
22. Mon dérapage (My Big Move)
23. Ma foi dans l'humanité (My Faith in Humanity)
24. Ma chaste copine (My Drive-By)
25. Ma nouvelle vie (My Changing Ways)

## Cinquième saison (2006)
Cette saison de 24 épisodes a été diffusée à partir du 3 janvier 2006.
1. Mon regard d'interne (My Intern's Eyes)
2. Mon rite de passage (My Rite of Passage)
3. Ma journée aux courses (My Day at the Races)
4. Mon cas de conscience (My Jiggly Ball)
5. Mon nouveau Dieu (My New God)
6. Mes fausses perceptions (My Missed Perception)
7. Mon retour à la maison (My Way Home)
8. Mon gros oiseau (My Big Bird)
9. Mes deux cents mètres carrés (My Half-Acre)
10. Son histoire 2 (Her Story II)
11. Mes disputes (My Buddy's Booty)
12. Mon interne préféré (My Cabbage)
13. Mes cinq douleurs (My Five Stages)
14. Mon enfer personnel (My Own Personal Hell)
15. Mon petit plus (My Extra Mile)
16. Mon idée géniale (My Bright Idea)
17. Mon foie en morceaux (My Chopped Liver)
18. Mon nouveau costume (My New Suit)
19. Son histoire 3 (His Story III)
20. Mon déjeuner (My Lunch)
21. Mon Dieu déchu (My Fallen Idol)
22. Mon déjà vu, déjà vu (My Déjà Vu, My Déjà Vu)
23. Mon urologue (My Urologist)
24. Ma balade romantique (My Transition)

## Sixième saison (2006-2007)
Cette saison de 22 épisodes a été diffusée à partir du 30 novembre 2006.
1. Mon image (My Mirror Image)
2. Mon bébé et le bébé de mon pote (My Best Friend's Baby's Baby and My Baby's Baby)
3. Mon café (My Coffee)
4. Mon Dr House (My House)
5. Ma riche amie (My Friend with Money)
6. Ma comédie musicale (My Musical)
7. Son histoire 4 (His Story IV)
8. Mon voyage en camping-car (My Road to Nowhere)
9. Mes apitoiements (My Perspective)
10. Mon mois thérapeutique (My Therapeutic Month)
11. Mes plus beaux souvenirs (My Night to Remember)
12. Mon poisson rouge (My Fishbowl)
13. Mes combines (My Scrubs)
14. Ma très mauvaise raison (My No Good Reason)
15. Mon dernier au revoir (My Long Goodbye)
16. Mes signes de sagesse (My Words of Wisdom)
17. Leurs histoires (Their Story)
18. Ma chasse gardée (My Turf War)
19. Ma douche froide (My Cold Shower)
20. Ma fausse fausse-couche (My Conventional Wisdom)
21. Mon lapin (My Rabbit)
22. Mon point de non retour (My Point of No Return)

## Septième saison (2007-2008)
Cette saison, écourtée à onze épisodes, a été diffusée à partir du 25 octobre 2007 sur NBC.
1. Mon sabordage (My Own Worst Enemy)
2. Mon accouchement (My Hard Labor)
3. Ma vérité qui dérange (My Inconvenient Truth)
4. Ma crise d'identité (My Identity Crisis)
5. Mon refus de grandir (My Growing Pains)
6. Mon médecin numéro un (My Number One Doctor)
7. Ma douleur à moi (My Bad Too)
8. Ma virilité (My Manhood)
9. Mon futur ex-patron (My Dumb Luck)
10. Mon amie retrouvée (My Waste of Time)
11. Ma princesse (My Princess)

## Huitième saison (2009)
Le 13 mai 2008, le réseau ABC reprend la série. Cette huitième saison de 19 épisodes a été diffusée à partir du  6 janvier 2009.
1. Mes crétins (My Jerks)
2. Mes derniers mots (My Last Words)
3. Mon salut (My Saving Grace)
4. Mon coin de paradis (My Happy Place)
5. L'ABC de la vie (My ABC's)
6. Mon point faible (My Cookie Pants)
7. Mon nouveau rôle (My New Role)
8. Mon grand saut (My Lawyer's in Love)
9. Mon jour d'absence (My Absence)
10. Ma comédie (My Comedy Show)
11. Mon nah nah nah (My Nah Nah Nah)
12. Ma promotion (Their Story II)
13. Ma pleine lune (My Full Moon)
14. Mes vacances au soleil (1re partie) (My Soul on Fire, Part 1)
15. Mes vacances au soleil (2e partie) (My Soul on Fire, Part 2)
16. L'Ex de mon ex (My Cuz)
17. Mon grand changement (My Chief Concern)
18. Mon départ (1re partie) (My Finale, Part 1)
19. Mon départ (2e partie) (My Finale, Part 2)

## Neuvième saison (2009-2010)
Cette neuvième et dernière saison de treize épisodes a été diffusée à partir du 1er décembre 2009.
1. Notre premier jour d'école (Our First Day of School)
2. Notre ami l'ivrogne (Our Drunk Friend)
3. Nos modèles (Our Role Models)
4. Nos histoires (Our Histories)
5. Nos hésitations (Our Mysteries)
6. Notre nouvelle super pote (Our New Girl-Bro)
7. Nos blouses blanches (Our White Coats)
8. Nos couples (Our Couples)
9. Nos mystères (Our Stuff Gets Real)
10. Nos vrais mensonges (Our True Lies)
11. Nos chefs de groupe (Our Dear Leaders)
12. Nos soucis de conduite (Our Driving Issues)
13. Nos remerciements (Our Thanks)